# Pfronstetten
Pfronstetten è un comune tedesco di 1 569 abitanti, situato nel land del Baden-Württemberg. È noto per la presenza di betulle.